# Segredo
Segredo es un municipio brasileño del estado de Rio Grande do Sul. Se localiza a una latitud 29º20'29" sur y a una longitud 52º58'45" oeste, estando a una altitud de 330 metros.
Posee un área de 248,66 km² y su población estimada en 2004 era de 6 891 habitantes.

## Curiosidad
La parroquia São Marcos (fundada el 22 de abril de 1953), en el centro de la ciudad, fue construida pensándose que la ciudad se desarrollaría, a pedido de uno de sus colaboradores y entonces comerciante Antonio Mainardi (1905-1974), hacia el lado en que él vivía. Pero la ciudad se desarrolló hacia el lado opuesto, y como los descendientes de Mainardi mantuvieron sus tierras impidiendo el crecimiento de la ciudad en ese sector, el frente de la iglesia ha quedado en sus terrenos y ahora solo se puede acceder a la misma por la parte trasera del terreno.